# Bernd Stutzke
Bernd Stutzke (* 20. Juni 1957; † 25. November 2022) war ein deutscher Basketballspieler.

## Leben
Stutzke war Basketballnationalspieler der Deutschen Demokratischen Republik und nahm an 17 Länderspielen teil. Auf Vereinsebene spielte er für die BSG Empor Berlin, EAB 47 Lichtenberg und die BSG AdW Berlin, in den späten 1970er und in den 1980er Jahren DDR-Serienmeister. Der Berliner Basketball Verband bezeichnete Stutzke in einem Nachruf als in den 70er und 80er Jahren „zu den besten Basketballern in der DDR“ gehörig.
Stutzke war Träger der Auszeichnung Meister des Sports. Er starb nach kurzer schwerer Krankheit.